# Sangue Toureiro
Sangue Toureiro é um filme português do género drama, dirigido por Augusto Fraga e lançado em 7 de Março de 1958.

## Elenco
- Amália Rodrigues como Maria da Graça
- Diamantino Viseu como Eduardo
- Erico Braga como Jerónimo de Vinhais
- Carmen Mendes como Isabel
- Josefina Silva como D. Branca
- Paulo Renato como Américo
- Raul Solnado como Faustino
- Fernanda Borsatti como Miss Brown
- Alina Vaz como Empregada
- Ruth Carvalho
- João Mota como criança (como João Manuel)
- A. Tavares da Silva como Narrator (Voz)